# Procariote

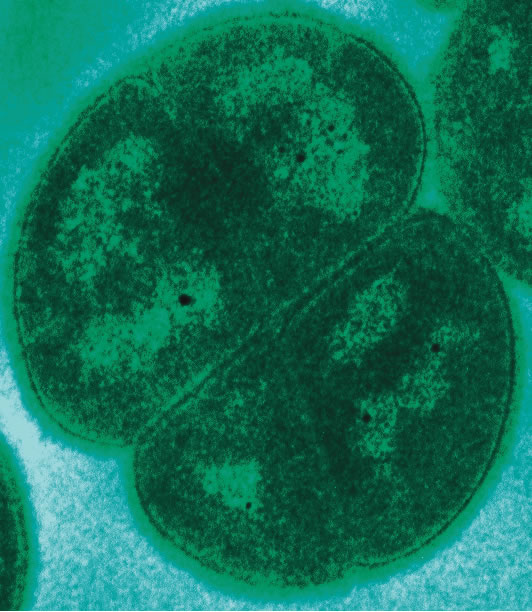
Una dintre cele mai simple organisme procariote este bacteria Deinococcus radiodurans, denumit astfel după capacitatea de rezistență la radiații de circa 10 Gy

Procariot (din greacă: pro - înainte, caryon - nucă, nucleu) este un organism unicelular, al cărui celulă îi lipsește o membrană nucleară, care înconjoară informația genetică, are foarte puține organite celulare și genomul e reprezentat doar de o moleculă de AN.

## Structura celulei procariote

Structura celulei procariote

Structura procariotă se caracterizează printr-o serie de particularități ce o deosebește de cea eucariotă, principala diferență fiind lipsa nucleolilor și a anvelopei nucleare. De asemenea, îi lipsesc majoritatea organitelor celulare. Singurele organite prezente în citoplasma celulelor procariote sunt ribozomii („granulele lui Palade”), al căror număr este de 10 ori mai mare decât la eucariote și au coeficientul de sedimentare (S) de 70. ADN-ul procariot este de obicei reprezentat printr-o singură moleculă de ADN, circulară și puternic spiralizată numită nucleoid (cromozom bacterian, genofor). Pe lângă ADN, procariotele mai conțin și ARN. Acesta se găsește liber în citoplasmă sau în ribozomi. De asemenea, există și proteine de tipul histonelor. Cercetările recente arată că în citoplasma procariotelor se găsește o proteină contractilă, prin polimerizarea căreia rezultă o rețea contractilă, ca o formă rudimentară de citoschelet întâlnită la eucariote. Toate organismele care nu au nucleu individualizat se numesc procariote și fac parte din regnul Monera.

## Învelișul celulei procariote
1) Capsulă gelatinoasă
- formează împreună cu mucusul (polizaharide) glicocalixul
- poate fi prezentă sau absentă
- rolul glicocalixului este de a ajuta la atașarea de substrat a bacteriilor; rol de protejare împotriva răspunsului imun al gazdei; rol de protecție; rezistența la uscăciune.

2) Perete celular
- se află între capsulă și membrana celulară;
- este rigid;
- reduce varietatea de forme celulare;
- conține mureină, acid diaminopimelic și acizi teicoici;
- rol în protecție și transport de substanțe.

3) Membrana celulară (plasmalema)
- se află între peretele celular și citoplasmă;
- este componenta fundamentală a celulei;
- nu poate prezenta expansiuni spre exterior;
- este impermeabilă la macromolecule (excepție pentru unele enzime și pentru ADN);
- prezintă un pliu spre citoplasmă numit mezozom;
- rolul mezozomului: în respirația celulară, în fixarea nucleoidului și împărțirea celulei în două după diviziunea celulară.
- rolul membranei celulare: îi dă formă celulei, protecție și transport de substanțe

## Structura internă a celulei procariote
1) Citoplasma
- conține nucleoidul, ribozomii, tilacoide, vezicule gazoase, substanțe de rezervă, incluziuni;
- din punct de vedere chimic, citoplasma este alcătuită din proteine, glucide, lipide; în măsură mai mică mai conține și ribonucleoproteine, fosfolipide, ioni, metale grele (în special magneziu);
- la unele procariote, citoplasma mai conține și diferiți pigmenți cum ar fi: ficocianina (pigment albastru),  ficoeritrina (pigment roșu), clorofila (pigment verde);
- este un sistem coloidal;
- sistemul coloidal are două componente:

a) mediu de dispersie: apa;
b)ffaza dispersată: substanțe organice numite micele care participă la mișcarea browniană.
2) Nucleoidul
- se mai numește și genofor, ADN bacterian sau cromozom bacterian;
- este alcătuit dintr-o moleculă de ADN circular dublu catenar;
- este fixat cu ajutorul mezozomului;
- are rol în coordonarea metabolismului celular.

3) Ribozomii
- sunt organite celulare fără membrană;
- se află în citoplasmă;
- are rol în sinteza proteică.

4) Tilacoidele
- sunt prezente sau absente;
- conțin clorofilă;
- rol în fotosinteză.

## Prelungirile celulei procariote
1) Flagelii:
- o celulă procariotă poate avea unul sau mai mulți flageli;
- sunt mai lungi decât cilii;
- au rol în locomoție;

2) Cilii:
- sunt mai numeroși la aceeași celulă;
- au rol în locomoție;

3) Pilii:
- au rol în reproducerea sexuată (schimb de material genetic);

4) Fimbriile:
- au rol în atașarea de substrat;
- rol în atașarea de alte celule și formarea de colonii.

## Gene
Bacteriile de tip procariot conțin un singur cromozom  Arhivat în 18 ianuarie 2007, la Wayback Machine., de formă circulară, formând nucleoidul. De asemenea, se întâlnesc plasmide - formațiuni circulare ce conțin ADN dublu catenar. Acestea au rol de codare a proteinelor bacteriene, dar sunt implicate și în rezistența bacteriană față de antibiotice (factorul R).

## Înmulțire
De obicei înmulțirea organismelor procariote este de tip asexuată.Aceasta se realizează prin fisiune binară , prin care cromozomul este duplicat, se atașează de peretele celular, apoi are loc diviziunea celulei. Transferul materialului genetic (ADN) are loc și prin alte procese de tipul transformării sau a transducției.

## Clasificare
Vezi și http://ic.ucsc.edu/~wxcheng/envs23/lecture8/FG05_02.JPG Arhivat în 11 iunie 2010, la Wayback Machine..
Organismele care nu au un nucleu individualizat (bacteriile și algele albastre) sunt cuprinse într-un regn aparte denumit regnul Monera.